# 紫罗古墓群
紫罗古墓群，位于中国河北省邯郸市邑城镇紫罗村，为邯郸市武安市的一个省级文物保护单位，类型为古墓葬，公布时间为2001年2月7日。
紫罗古墓群的历史年代为西汉。